# Pseudonotoliparis
Pseudonotoliparis is een geslacht van straalvinnige vissen uit de familie van slakdolven (Liparidae).